# 發達之路
發達之路（日文原名：お金がない!，香港譯作我要發達）是富士電視台於1994年7月6日至9月16日每逢星期三播放的電視劇。亞洲電視旗下的本港台以粵語配音的方式於1996年在香港播出。衛視中文台以中文配音的方式於1996年在台灣播出。

## 劇情概要
萩原健太郎（織田裕二飾）18歲時父母雙亡，與兩名弟弟祐介和小浩相依為命，萩原一家住在一家河邊小屋，而且還欠債累累。
有一日，萩原健太郎工作的公司倒閉，在債主上門追債的情況下，在神田美智子（財前直見飾）的幫助後當了保險公司的清潔工人。其後，萩原健太郎幫助大澤一郎（東幹久飾）成功替保險公司挽留一名顧客後，被對方客戶稱讚，而獲得賞識而加入保險公司工作。經過不斷的奮鬥，萩原健太郎終於出人頭地，還清欠債並在保險公司擔任高層，但萩原發現自己失去了一些對他很重要的東西......

## 演員
- 萩原健太郎：織田裕二（香港配音:羅偉傑）
- 大澤一郎：東幹久 （香港配音:黃文偉）
- 神田美智子：財前直見（香港配音:譚淑嫻）
- 冰室浩介：石橋凌（香港配音:李家輝）
- 柏木麗子：高樹沙耶（香港配音:譚淑英）
- 上野格次：今井雅之（香港配音:雷霆）
- 田端大助：高杉亘（香港配音:盧傑）
- 萩原祐介：富田樹央（香港配音:黃玉娟）
- 萩原浩：森廉
- 德川家安：梶原善
- 白石浩一：金田明夫
- 吉村修平：田口浩正
- 相沢正人：井之原快彦
- 安斉さゆり：菊池麻衣子
- 山岸京子：芳本美代子 （香港配音:徐愛貞）
- 神田慎吾：松崎しげる
- 竹中社长：翁倩玉
- 城之内太郎：今福将雄

## 製作人員
- 編劇：兩澤和幸、戶田山雅司
- 音樂：服部隆之
- 製作人：鹽澤浩二
- 導演：本廣克行、木下高男、若松節朗

## 主題歌
- Over the Trouble（演唱：織田裕二）
- 强（演唱：郭富城，香港版主題歌）

## 得獎記錄
- 第2回日劇學院賞 最佳男主角：織田裕二
- 第2回日劇學院賞 最佳男配角：東幹久